# Bifurcia cucurbita
Bifurcia cucurbita is een spinnensoort in de taxonomische indeling van de hangmatspinnen (Linyphiidae).
Het dier behoort tot het geslacht Bifurcia. De wetenschappelijke naam van de soort werd voor het eerst geldig gepubliceerd in 2007 door Zhai & Zhu.